# Lion (choklad)

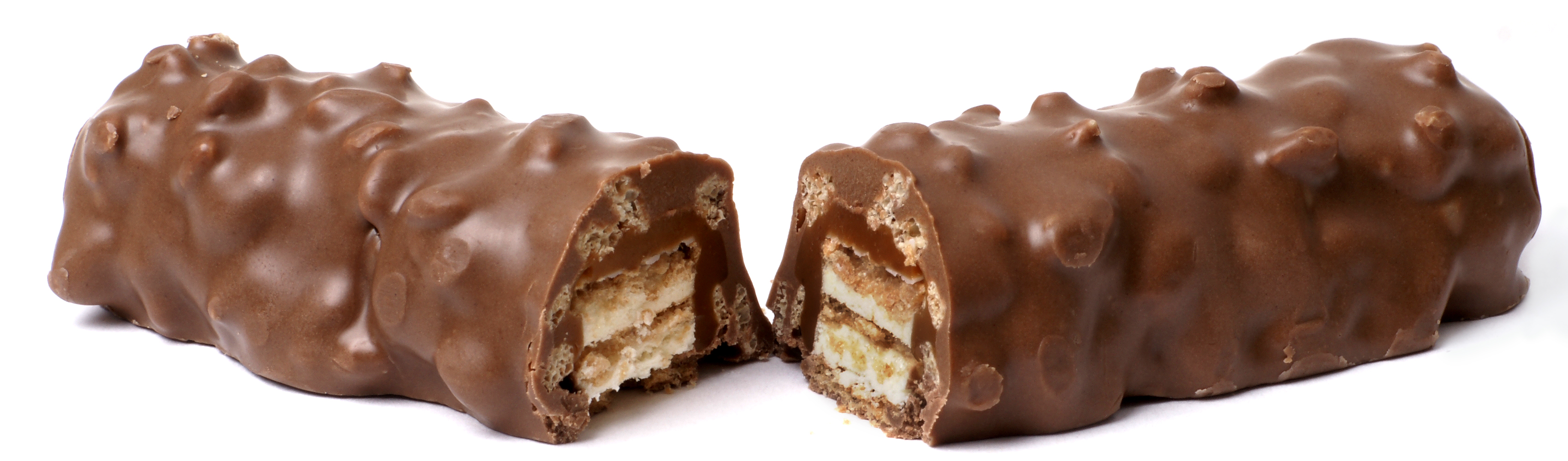
En delad Lion.

Lion är en chokladprodukt från Nestlé som består av karamellfyllt rån med ett överdrag av rispuffar och mjölkchoklad.
Lion förekommer även som flingor och två glassar, varav den ena är liten som godisbiten och den andra en stor strut.